# Micrixys
Micrixys es un  género de coleópteros adéfagos de la familia Carabidae.

## Especies
Comprende las siguientes especies:
- Micrixys distincta (Haldeman, 1852)
- Micrixys mexicana VanDyke, 1927